# 可児市立今渡南小学校
可児市立今渡南小学校（かにしりつ いまわたりみなみしょうがっこう）は岐阜県可児市にある公立の小学校。

## 通学区域
- 通学区域は、下恵土、禅台寺、徳野南である。公立中学校の進学先は可児市立蘇南中学校である[2]。

## 沿革
今渡南小学校のHPでの開校年は1908年（明治41年）となっているが、ここではそれ以前の学校についても記述する。尚、今渡南小学校に保管されている資料「今渡尋常小学校沿革史」では明治41年以前の記録が記載されておらず、不明な点も多い。
- 1873年（明治6年） - 徳野村[注釈 2]に篤行学校、野市場村[注釈 3]に検進学校が開校する。
- 1875年（明治8年） - 今渡村に広益学校が開校する。
- 1889年（明治22年）7月1日 - 今渡村と下恵土村が合併し、今渡村が発足。
- 1900年（明治33年）7月19日 - 今渡村が町制施行し、今渡町となる。

※1875年～1907年の詳細は不明。
- 1908年（明治41年） - 今渡尋常小学校[注釈 4]と下恵土尋常高等小学校[注釈 5]が統合され、今渡尋常小学校となる。統合校舎は無く、今渡教場と下恵土教場で授業を行う。
- 1909年（明治42年）5月 - 下恵土教場が全焼。民家、中華高等小学校[注釈 6]などに分散して授業を行う。
- 1911年（明治44年）
  - 4月 - 下恵土教場の校舎を再建。
  - 6月 - 暴風雨で下恵土教場校舎が倒壊。民家などで分散して授業を行う。
- 1912年（明治45年）3月 - 下恵土教場の校舎を再建。
- 1912年（大正元年）9月22日 - 暴風雨で被害を受ける。
- 1913年（大正2年） - 統合校舎が完成。今渡教場、下恵土教場を廃止。
- 1918年（大正7年） - 農業補習学校を併設。
- 1919年（大正8年） - 中華高等小学校が廃校。高等科は各町村の尋常小学校に設置されることとなり、今渡尋常高等小学校に改称する。
- 1941年（昭和16年） - 今渡国民学校に改称する。
- 1947年（昭和22年） - 今渡町立今渡小学校に改称する。
- 1955年（昭和30年）2月1日 - 広見町、今渡町、土田村、久々利村、平牧村、春里村、帷子村と合併し可児町が発足。同じに可児町立今渡小学校に改称する。
- 1970年（昭和45年） - 新校舎（鉄筋コンクリート造）が完成。
- 1978年（昭和53年） - 児童数増加のため、校舎を増築する。
- 1982年（昭和57年）4月1日 - 可児町が市制施行して可児市となる。同時に可児市立今渡南小学校に改称する。
- 1983年（昭和58年） - 可児市立今渡北小学校を分離する。